# Drapelul Republicii Adîgheia

Steagul Adîghiei

Drapelul Republicii Adîgheia este verde și are 12 stele și are trei arcuri. 